# 770-й истребительный авиационный полк
770-й истребительный авиационный полк (770-й иап) — воинская часть Военно-воздушных сил (ВВС) Вооружённых Сил РККА, принимавшая участие в боевых действиях Великой Отечественной войны.

## Наименования полка
За весь период своего существования полк менял своё наименование:
- 439-й истребительный авиационный полк;
- 770-й истребительный авиационный полк.

## История полка
770-й истребительный авиационный полк образован переименованием 26 января 1942 года 439-го истребительного авиационного полка в составе ВВС 8-й армии Ленинградского фронта. К концу 1941 года (31.12.1941 г.) полк имел в боевом составе 6 И-15бис (из них 4 неисправных) и по одному исправному И-16 и И-153. В связи со значительными потерями полк выведен с фронта и отправлен на доукомплектование и переучивание на новый самолёт Як-1.
24 февраля 1942 года полк прибыл в 13-й запасной истребительный авиационный полк Приволжского военного округа в г. Кузнецк Пензенской области, где осваивал истребители Як-1 до 10 апреля 1942 года. По окончании переучивания убыл на фронт. 15 мая 1942 года вошёл в состав вновь сформированной 220-й истребительной авиационной дивизии ВВС Юго-Западного фронта, а 20 мая передан в состав 3-й ударной группы СВГК, действовавшей в подчинении штаба ВВС Юго-Западного фронта. В связи с большими потерями полк выведен из боёв и 10 июня 1942 года убыл в тыл на доукомплектование. Уже 15 июня полк прибыл в 8-й запасной истребительный авиационный полк Приволжского военного округа на аэродром Багай-Барановка Саратовской области. 20 июня полк передислоцирован в 13-й запасной истребительный авиационный полк Приволжского военного округа на аэродром города Кузнецк Пензенской области. В процессе нахождения на переформировании полк 21 сентября 1942 года был расформирован в составе 13-го запасного иап: 1-я эскадрилья в полном составе обращена на доукомплектование 427-го иап, управление и 2-я аэ убыли в резерв 13-го зиап.
В составе действующей армии полк находился с 26 января 1942 года по 30 января 1942 года и с 15 мая 1942 года по 10 июня 1942 года.

## Командиры полка
- подполковник Шалимов Иван Афанасьевич[1], 26.01.1942 — 21.09.1942

## В составе соединений и объединений
| Дата          | Фронт                     | армия      | соединение                                    | примечание           |
| ------------- | ------------------------- | ---------- | --------------------------------------------- | -------------------- |
| 26.01.1942 г. | Ленинградский фронт       | 8-я армия  | ВВС 8-й армии                                 | И-15бис, И-153, И-16 |
| 24.02.1942 г. | Приволжский военный округ | ВВС округа | 13-й запасной истребительный авиационный полк | Як-1                 |
| 15.05.1942 г. | Юго-Западный фронт        | ВВС фронта | 220-я истребительная авиационная дивизия      | Як-1                 |
| 20.05.1942 г. | Юго-Западный фронт        | ВВС фронта | 3-я ударная авиационная группа                | Як-1                 |
| 15.06.1942 г. | Приволжский военный округ | ВВС округа | 8-й запасной истребительный авиационный полк  |                      |
| 20.06.1942 г. | Приволжский военный округ | ВВС округа | 13-й запасной истребительный авиационный полк |                      |
| 21.09.1942 г. | Приволжский военный округ | ВВС округа | 13-й запасной истребительный авиационный полк |                      |

## Участие в операциях и битвах
- Битва за Ленинград — с 26 января 1942 года по 24 февраля 1942 года.
- Харьковская операция — с 15 мая 1942 года по 25 мая 1942 года.

## Первая победа полка в воздушном бою
Первая известная воздушная победа полка в Отечественной войне одержана 26 мая 1942 года: лейтенант Котляров в воздушном бою в районе Савинцы сбил немецкий истребитель Ме-109.

## Итоги боевой деятельности полка
Всего за годы Великой Отечественной войны полком:
- Совершено боевых вылетов — 37
- Проведено воздушных боёв — 9
- Сбито самолётов противника — 5
- Свои потери (боевые):
  - лётчиков — 5
  - самолётов — 5

## Самолёты на вооружении
| Период | Самолёты | Фото                                                      | Период | Самолёты | Фото                                        |
| ------ | -------- | --------------------------------------------------------- | ------ | -------- | ------------------------------------------- |
| 1942   | И-16     | Polikarpov I-16-Spain (clipped)                           | 1942   | И-153    | Poliakarpov I-153 Musee du Bourget P1010993 |
| 1942   | И-15бис  | Поликарпов И-15, Москва — Жуковский (Раменское) RP410.jpg | 1942   | Як-1     | Як-1                                        |